# Mensuur (studentenduel)

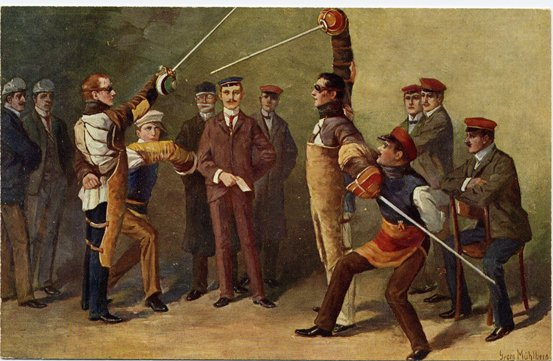
Een mensuur in Heidelberg, ca. 1900

De mensuur (Duits: Mensur) is een traditionele vorm van schermen die gewoonlijk voorkomt aan Midden- en Noord-Europese universiteiten, hoofdzakelijk in het kader van plaatselijke studentencorporaties. De mensuur komt buiten Duitsland en Oostenrijk tegenwoordig ook nog voor in Zwitserland, Letland, Polen, Estland, Hongarije en België.

## Techniek
De tegenstanders (Paukanten) staan op een vaste afstand van elkaar (de mensuur) en duelleren vanuit deze vaste positie. Ze proberen de onbeschermde delen van het hoofd en aangezicht van de tegenstander te raken. Een aanval afweren mag alleen met de "vechtarm" en het hoofd moet te allen tijde onbeweeglijk worden gehouden. Wie zijn hoofd wegtrekt (of muckt), begaat een 'moraalfout'.
De streng afgemeten afstand (een degen- of klinglengte) varieert naargelang het lokale reglement (de Comment), net zoals de toegelaten slagen/houwen en slag- of houwreeksen.

## Oorsprong
Omdat de middeleeuwse student veel reisde met al zijn geld op zak, had die het recht om een wapen ter zelfverdediging te dragen tegen eventuele overvallers. Zij volgden dan ook schermles en datzelfde wapen werd dan ook maar gebruikt om "erezaken" onder studenten af te handelen.
Vanaf de 19e eeuw gold er in het katholieke kerkelijk recht (CIC 2350-2359) een verbod op de mensuur (in feite op het duel of tweegevecht) op straffe van excommunicatie, doch dit werd in 1983 weer herroepen.
In België beoefent alleen Corps Flaminea Leuven de verplichte mensuur.

## Bescherming

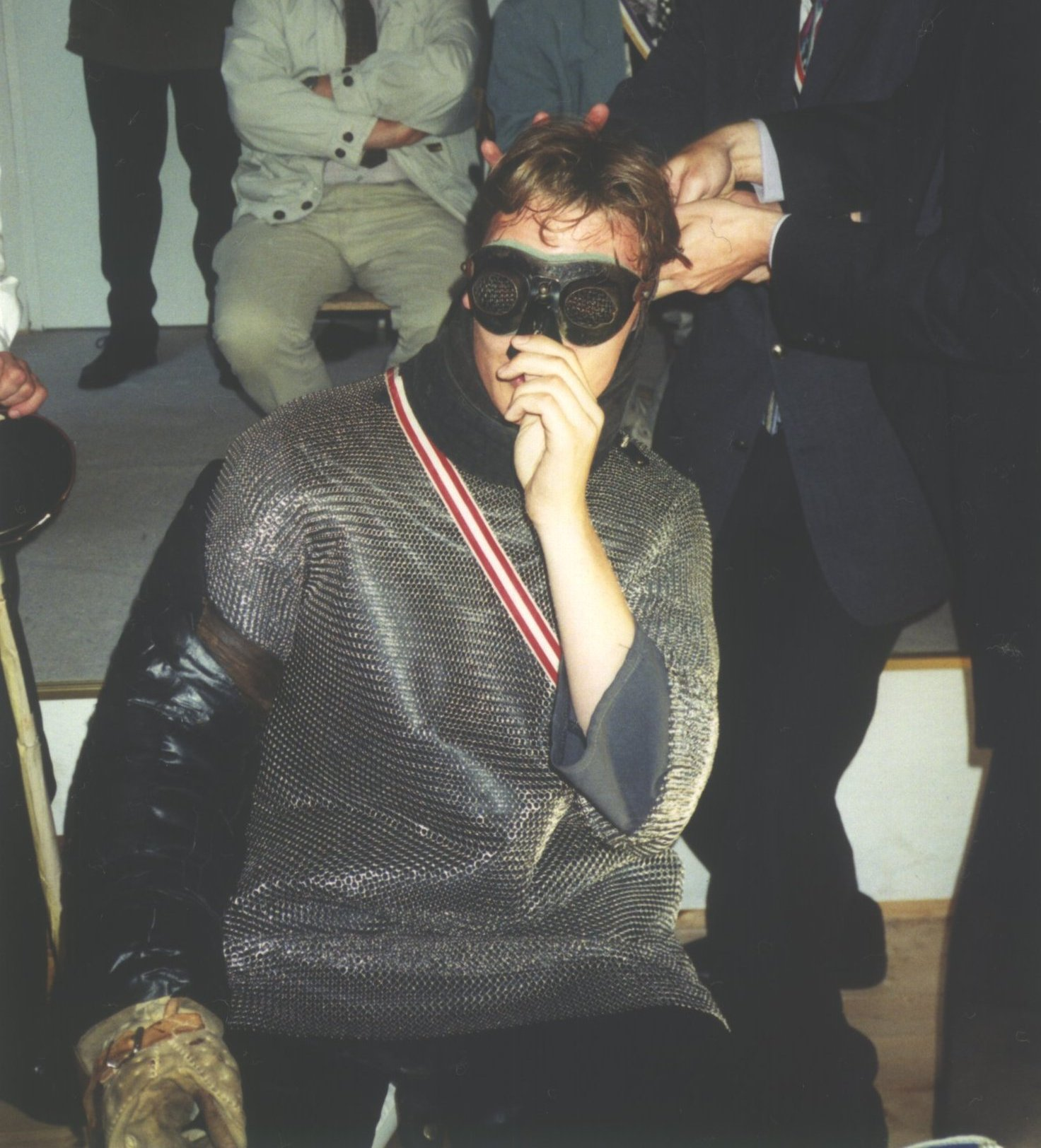
Beschermende kleding

De Paukanten dragen een maliënkolder (Kettenhemd) of een andere ondoordringbare bescherming rond het lichaam, de schermarm en de keel (vaak van kevlar). Men draagt ook een speciale handschoen van leer, metaal en kevlar als bescherming voor de vechthand. Ogen, neus en oren worden beschermd door een stalen veiligheidsbril met lederen riemen. Sommige reglementen laten bijkomende bescherming toe, zoals oor- of wangenleder.
Secondanten waken over de veiligheid van hun Paukant: volledig beschermend ingepakt, springen zij tussenbeide wanneer een vechtregel wordt geschonden of het reglementair vastgelegd aantal stoten is uitgewisseld.
De klingen worden tussen elke gang (aantal aanvallen) gedesinfecteerd.
Bij elk duel zijn twee artsen aanwezig. Een arts kan het duel beëindigen naargelang de aard van eventuele verwondingen. Wonden worden ter plaatse (zonder verdoving) gehecht.

## Wapens
Er wordt gevochten met een Mensurschläger, een houwdegen. De meest voorkomende versie is de Korbschläger met een soort van beschermingskorf rond de handgreep. De andere versie is de Glockenschläger met een handgreepbescherming in de vorm van een bel. De Glockenschläger wordt voornamelijk gebruikt in de oostelijke deelstaten van Duitsland.

## Litteken

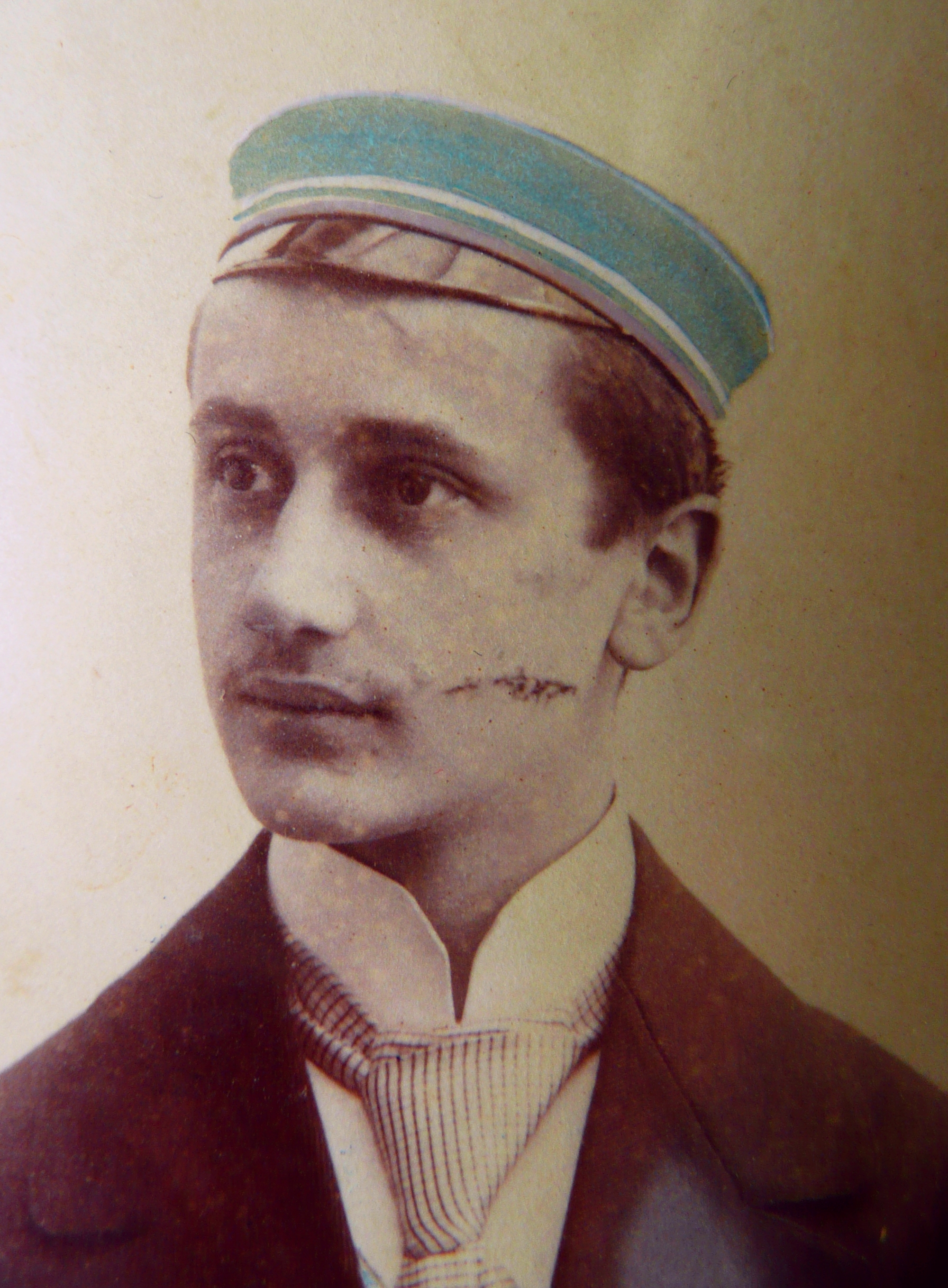
Een Schmiss

Wanneer een deelnemer wordt geraakt, kan hij daar een litteken aan overhouden: de Schmiss. Een litteken gold vroeger als een ereteken, vooral in de 19e en 20e eeuw. Een litteken wordt vaak gezien als een bewijs van moed, karakter en trouw. Tegenwoordig zijn littekens gewoonlijk ongelukken en is deze connotatie niet meer zo sterk. Nochtans is in moderne populaire cultuur het concept van een "stoer litteken" nog steeds aanwezig, waardoor de positieve associatie niet volledig verdwenen is.